# Dundocera fagei
Dundocera fagei là một loài nhện trong họ Ochyroceratidae. Loài này phân bố ở Angola.